# Schweizer Sperre

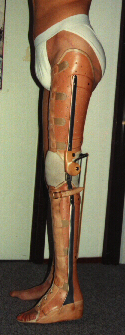
Schweizer Sperre an Orthese in Leder-Stahl-Technik

Die sogenannte Schweizer Sperre ist eine als Gelenksperre funktionierende orthopädische Vorrichtung an der Orthese im Kniegelenk, welche zum einen durch das Herausziehen des Sperrbügels das Einbeugen des Unterschenkels ermöglicht und zum anderen durch das Einrasten des Bügels in das Gelenk der Schienen verhindert, dass der Patient z. B. bei Lähmungen oder Atrophien im Kniegelenk einbrechen kann.
Die Schweizer Sperre mit Kabelzug verwenden Orthopädiemechaniker für Orthesen aus Carbonfaser oder Polyethylen (Plastik) um die Entsperrung des Kniegelenks komfortabler ausführen zu können. Ohne Kabelzug wird die Schweizer Sperre für Beinorthesen verwendet, die in der traditionellen Leder-Stahl-Technik hergestellt worden sind. Dabei handelt es sich entweder um einen Schienen-Schellen-Apparat oder einen Schienen-Hülsenapparat. Eine andere Form der Kniegelenksperre für derartige Orthesen ist das Fallschloss. Der Sperrbügel ist hierbei durch eine Metallschelle ersetzt, die über das Gelenk geschoben dieses sperrt. Beim Hochziehen der Metallschelle ist das Gelenk beweglich.